# 小行星1604
小行星1604（1604 Tombaugh）是一颗围绕太阳公转的小行星。卡爾·奧托·蘭普蘭於1931年3月24日在旗竿市的羅威爾天文台發現這顆小行星，臨時的名稱是1931 FH。
該小行星以發現冥王星的克萊爾·湯博命名。冥王星是一顆矮行星，但當時被視為一顆行星。
这颗小行星的绝对星等为37.44325等。